# Abdelaziz Djerad

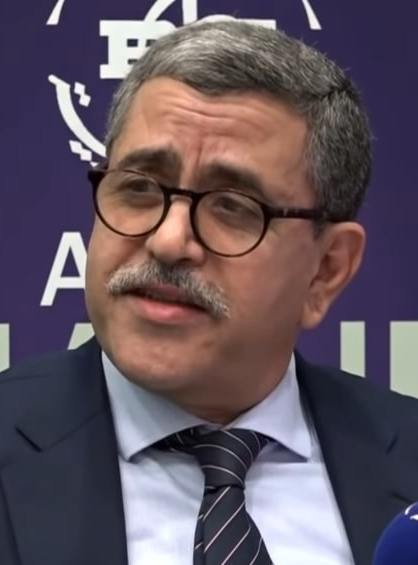
Abdelaziz Djerad

Abdelaziz Djerad (arabisch عبد العزيز جراد, DMG ʿAbd al-ʿAzīz Ǧarād; geb. 12. Februar 1954 in Khenchela) ist ein algerischer Politiker, der ab dem 28. Dezember 2019 als Premierminister des Landes amtierte. Am 24. Juni 2021 erklärte er seinen Rücktritt.

## Biografie
Djerad wurde am 12. Februar 1954 in Khenchela geboren. Nachdem er 1976 einen Bachelor am Institut für Politikwissenschaften und Internationale Beziehungen von Algier abgeschlossen hatte, wechselte er an die Universität Paris-Nanterre, wo er promoviert wurde. Er arbeitete auch als Professor für Politikwissenschaft an der Universität Algier und veröffentlichte mehrere Bücher.
Djerad diente unter Ali Kafi, Liamine Zéroual und Abd al-Aziz Bouteflika. Im Jahr 2003 wurde er jedoch unter Bouteflika aus dem Verkehr gezogen und ist seitdem ein ausgesprochener Kritiker des ehemaligen Präsidenten.
Am 28. Dezember 2019 wurde Djerad von Präsident Abdelmadjid Tebboune zum algerischen Premierminister ernannt und sofort mit der Bildung einer neuen Regierung beauftragt. Eine Regierung wurde am 2. Januar 2020 benannt.